# Steve McManaman
Steven „Steve“ Charles McManaman (* 11. Februar 1972 in Bootle, Merseyside, England) ist ein ehemaliger englischer Fußballspieler der 1990er- und frühen 2000er-Jahre. Er war als Mittelfeldspieler bei den europäischen Spitzenvereinen FC Liverpool und Real Madrid aktiv. Er ist einer der erfolgreichsten britischen Spieler in Bezug auf die Anzahl der ausländischen Titelgewinne.

## Karriere

### Liverpool
Nachdem McManaman zuvor die Jugendabteilungen des FC Liverpool durchlaufen hatte, wurde er von dem damaligen Trainer Kenny Dalglish in die Profimannschaft berufen. In den 1990er-Jahren war er in einer für Liverpool wenig erfolgreichen Zeit der nach Expertenmeinung beste Spieler an der Anfield Road und gewann im Jahr 1992 unter Graeme Souness den FA Cup sowie 1995 unter Roy Evans den Ligapokal. Bereits in seiner ersten Saison als Profi 1991/92 bildete er eine erfolgreiche Achse mit Dean Saunders und der Legende Ian Rush und war aufgrund seiner Tore mitverantwortlich für den Pokalgewinn im Jahr 1992. Im Finale im Wembley-Stadion bereitete er dabei das entscheidende Tor von Michael Thomas vor. McManaman konnte in der Zukunft seine Leistungen weiter stabilisieren und wurde neben Ryan Giggs als bester junger Flügelspieler im englischen Fußball angesehen. Im Finale des Ligapokals schoss er die beiden Tore des Spiels und wurde zum Man of the Match (beste Spielerleistung im Finale) ausgezeichnet.
Bis zum Jahr 1997 erreichte McManaman seinen Leistungshöhepunkt und wurde mit zahlreichen europäischen Spitzenvereinen, wie beispielsweise dem FC Barcelona und Juventus Turin, in Verbindung gebracht. Der Wechsel nach Barcelona für eine Transfersumme von 12,5 Millionen Pfund wurde dann auch von der Liverpooler Vereinsführung bereits als perfekt gemeldet, scheiterte dann jedoch in letzter Minute. Der FC Liverpool wurde für seine Position als „verkaufsbereiter Verein“ stark kritisiert. Sie war jedoch zu einer Zeit, als McManaman zu den vermutlich zehn besten Mittelfeldspielern im europäischen Fußball zu zählen war und nach der Bosman-Entscheidung nach Ablauf seines Vertrags ablösefrei hätte wechseln können, nicht außergewöhnlich. Zu dieser Zeit wurde außerdem ein Artikel im Far Eastern Economic Review von Stephen Thanabalan veröffentlicht, der ursprünglich McManaman und seine Mannschaftskollegen positiv beleuchtete. Der plötzliche Ruhm, verbunden mit seinen Kehrseiten, sowie die ausbleibenden Erfolge zu dieser Zeit führten zu einer deutlichen Zunahme der Kritik. Während des Empfangs im Vorfeld des FA-Cup-Finalspiels gegen Manchester United, das Liverpool gegen die Mannschaft von Alex Ferguson verlor, erschien die Mannschaft in cremefarbenen Armani-Anzügen. McManaman, Jamie Redknapp, David James, Jason McAteer und Stan Collymore erweckten dabei in der Öffentlichkeit den Eindruck, ihre neue Berühmtheit als Stars der Premier League zur Schau zu stellen und sie mit Modelverträgen wie beispielsweise Top Man, Hugo Boss und Armani auszunutzen, was ihnen den kollektiven Spitznamen The Spice Boys einbrachte. Darüber hinaus wurde McManaman für seine geringe Torausbeute kritisiert, obwohl er dies mit einer überdurchschnittlich hohen Quote an Torvorbereitungen kompensierte, wovon vor allem Robbie Fowler und später Michael Owen profitierten. Überdies schoss McManaman einige bedeutende Tore, wobei vor allem sein Tor in der Verlängerung im UEFA-Pokal gegen Celtic Glasgow, nach einem Dribbling und an einem Großteil der gegnerischen Mannschaft vorbei, nennenswert war.
Trotz des großen Talents von McManaman und der Mannschaft Liverpools konnten sie dem Rivalen Manchester United in den 1990ern den Status als beste englische Mannschaft nicht streitig machen. Dies führte zu einer großen Anzahl von Änderungen im Verein und Gérard Houllier wurde als neuer Trainer verpflichtet. McManaman entschied sich dann dafür, seine Zukunft bei einem Verein außerhalb Englands zu suchen, nachdem er mit Paul Gascoigne, Paul Ince und Chris Waddle gesprochen hatte, die ihm zu diesem Schritt rieten (nach eigener Aussage in einem Interview für ESPN im Jahr 2004).
In allen Wettbewerben stand McManaman in 364 Pflichtspielen für Liverpool auf dem Platz, wobei ihm insgesamt 44 Treffer für die „Reds“ gelangen.

### Real Madrid
Im Jahr 1999 wechselte er nach einem kontrovers diskutierten Bosman-Transfer zu dem spanischen Spitzenverein Real Madrid, der zu dieser Zeit von John Toshack trainiert wurde. McManaman war erst der zweite englische Spieler nach Laurie Cunningham in den 1980ern, der für Real Madrid aktiv war. Er war der nach Gary Linekers Wechsel zum FC Barcelona berühmteste englische Spieler, der in der spanischen Primera División spielte. Er fand sich schnell in Madrid zurecht und wurde nach drei Treffern und weiteren Torvorbereitungen im heimischen Stadion Santiago-Bernabéu-Stadion von den Anhängern Los Merengues mit dem Spitznamen El Macca bedacht. McManaman war ein Teil der Mannschaft, die im Jahr 2000 unter Vicente del Bosque in der Champions League das Finale erreichte. In diesem Endspiel im Pariser Stade de France konnte McManaman mit einer außergewöhnlich guten Leistung überzeugen. Nach seinem sehenswerten Direktschuss beim 3:0-Sieg wurde er zum Man of the Match gewählt. Reals achter Titelgewinn insgesamt war dabei gleichbedeutend mit dem ersten Champions-League-Titel eines englischen Spielers für einen ausländischen Verein. Nach seiner guten ersten Spielzeit in Madrid konnte McManaman seine Leistungen auch in der Saison 2000/01 bestätigen und gewann die spanische Meisterschaft mit einem großen Abstand auf den Zweitplatzierten.
Dennoch wurden seine Einsatzzeiten kontinuierlich spärlicher, da sich der Wettbewerb für die einzelnen Positionen verschärfte. Die Verpflichtungen weiterer Spitzenspieler wie Luis Figo im Jahr 2000, Zinédine Zidane im Jahr 2001 und Ronaldo im Jahr 2002 unterstrichen die neue Politik des Vereins, die weltbesten Spieler verpflichten zu wollen, was Real Madrid den Beinamen Die Galaktischen einbrachte. McManaman beschrieb diese Entwicklung in seiner späteren Autobiographie als die „Disneyfizierung von Real Madrid“. McManaman bewies in dieser Zeit Durchhaltevermögen und erhielt von seinen Mannschaftskollegen Zidane, Raúl, Guti und Iván Helguera stets Rückendeckung und Anerkennung in der Öffentlichkeit. Auch die Vereinsführung, einschließlich Florentino Pérez, äußerte sich dahingehend, dass „ein Mann wie er stets einen Platz im Verein hat“. Nach weiteren Torvorbereitungen und wichtigen Toren konnte McManaman seinen Platz inmitten einer mit Stars gespickten Mannschaft behaupten und kam in drei Jahren auf insgesamt 152 Spiele. Seine vierte Saison sollte jedoch eine Zäsur darstellen und McManaman kam in nur 21 Spielen, darunter nur 15 in der spanischen Liga, zum Einsatz, wobei er sogar nur in 9 Spielen von Beginn an aufgestellt wurde. Die Frage nach seiner Zukunft in Spanien stellte sich wegen seiner sich stetig verschlechternden Situation aufgrund der wenigen Einsätze und der mangelnden internationalen Spielpraxis immer dringender.
Nach Aussagen der Forbes-Zeitschrift im Jahr 2000 wurde McManaman in der Kategorie der weltweit bestbezahlten Fußballspieler auf dem sechsten Platz eingestuft. Nach Schätzungen verdiente McManaman in seinen vier Jahren bei Real Madrid 15 Millionen Euro.
Für die Königlichen bestritt der Mittelfeldspieler 157 Pflichtspiele, wobei er 14 Tore für sein Team erzielen konnte. Seine in dieser Zeit erreichten Titel machen ihn bis zum heutigen Tag zum erfolgreichsten englischen „Fußballexport“, der im Ausland gespielt hat.

### Manchester City
Die Verpflichtung von Landsmann David Beckham war dann ein weiteres Indiz dafür, dass McManaman in der Mannschaft von Real Madrid nicht mehr benötigt würde. Im Jahr 2003 verließ er dann, wie auch seine Mannschaftskameraden Claude Makélélé, Fernando Hierro und später Fernando Morientes, den Verein in Richtung englische Premier League, wo er sich Manchester City anschloss, der zu dieser Zeit von Kevin Keegan trainiert wurde, der selbst stets ein großer Anhänger von McManaman war. In Manchester traf er zahlreiche ehemalige Mannschaftskameraden wieder, wie beispielsweise Robbie Fowler, Nicolas Anelka, David Seaman und später David James. McManamans Zeit in Manchester sollte sich jedoch als große Enttäuschung herausstellen. Er absolvierte zwei Spielzeiten und war häufig von Verletzungen geplagt. Darüber hinaus sorgten ein Sexskandal in den Medien und der stetige Vorwurf, er würde nur mäßigen Einsatz zeigen und hätte seine beste Zeit bereits hinter sich, dazu, dass er vom Verein freigestellt wurde.
In den letzten beiden Jahren im Profifußball trug McManaman 44 mal das Trikot der Citizens (Liga, Pokal, Internationaler Pokalwettbewerb), ohne dass ihm ein Treffer gelang. Am 20. Mai 2005 beendete er seine Spielerkarriere.

## Nationalmannschaft
McManaman war im Februar 1993 erstmals Kapitän der englischen U-21-Nationalmannschaft beim Spiel gegen San Marino und schoss beim 6:0-Sieg das letzte Tor. Seine Fähigkeiten sollten in der englischen Nationalmannschaft nie vollständig ausgeschöpft werden, da die Nationaltrainer mit Ausnahme von Terry Venables und Kevin Keegan McManamans Talent nur spärlich nutzten. McManaman hatte stets Schwierigkeiten, seine guten Leistungen im Verein auch für England zu bestätigen und ähnelte dabei in dieser Diskrepanz dem früheren Spieler John Barnes, der ebenfalls beim FC Liverpool in einer gleichen Rolle gespielt hatte. Während der EM 1996 im eigenen Land konnte er ein gutes Turnier spielen und wurde nach Aussage der BBC sogar von Pelé zum besten Spieler der Meisterschaft ernannt. Er wurde zusammen mit David Seaman und Alan Shearer in die Mannschaft des Turniers gewählt und erhielt den offiziellen Titel des besten Turnierspiels als MVP.
Unter Trainer Glenn Hoddle kam er bei der WM 1998 in Frankreich wie auch bei der EM 2000 in den Niederlanden und Belgien unter Kevin Keegan jeweils in nur einem Spiel zum Einsatz. Beim Gruppenspiel bei der Europameisterschaft gegen Portugal schoss er dabei sein letztes von insgesamt drei Toren. Sein letztes Länderspiel bestritt er im Jahr 2001 unter Sven-Göran Eriksson, der ihn im Vorfeld der Qualifikationsspiele zur WM 2002 in Japan und Südkorea testete. Eriksson informierte McManaman anschließend per Nachricht über den Anrufbeantworter, dass er nicht für den Kader für die Weltmeisterschaft berücksichtigt werde, was Unverständnis bei McManaman hervorrief. Auch öffentliche Appelle von Spielern wie Zidane und Hierro sollten an dieser Entscheidung nichts ändern und McManamans Länderspielkarriere war nach 37 Einsätzen beendet.

## TV-Experte
McManaman ist seitdem als Kommentator und Experte für diverse englische Medien beschäftigt. Für den britischen Fernsehsender ITV analysierte er das Finale der Champions League im Jahr 2005. Derzeit ist er sowohl für das britische als auch amerikanische ESPN als Kommentator und Spezialist für die Englische Premier League, den FA Cup sowie die amerikanische MLS zuständig.

## Erfolge

### Verein
- Champions-League-Sieger: 2000, 2002
- Weltpokal-Sieger: 2002
- Europäischer Supercup-Sieger: 2002
- Spanischer Meister: 2001, 2003
- Spanischer Supercup-Sieger: 2001
- FA-Cup-Sieger: 1992
- Englischer Ligapokal-Sieger: 1995

### Individuell
- Berufung in das PFA Team of the Year: 1995, 1996, 1997, 1998